# Wendell Phillips
Wendell Phillips (Boston, 29 novembre 1811 – Boston, 2 febbraio 1884) è stato un avvocato, oratore e attivista statunitense.

## Primi anni e formazione
Phillips nacque a Boston, nel Massachusetts, nel 1811 da Sarah Walley e John Phillips, un ricco avvocato, politico e filantropo, primo sindaco di Boston. Era un discendente del Rev. George Phillips che emigrò dall'Inghilterra a Watertown nel 1630. Tutti i suoi antenati emigrarono nel Nord America dall'Inghilterra e tutti arrivarono in Massachusetts tra il 1630 e il 1650.
Phillips studiò alla Boston Latin School e si laureò ad Harvard nel 1831. Continuò a frequentare la Harvard Law School, dove si laureò nel 1833. Nel 1834 fu ammesso al tribunale di Stato del Massachusetts  e nello stesso anno aprì uno studio legale a Boston. Il suo professore di oratoria fu Edward Channing, un critico di oratori affermati come Daniel Webster.

## Abolizionismo

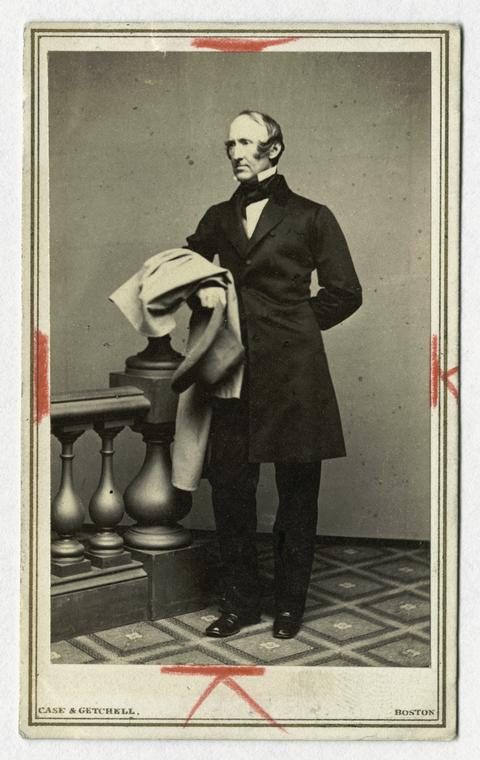
Ritratto di Phillips, 1863-64; foto di Case & Getchell

Il 21 ottobre 1835 il giornalista William Lloyd Garrison tenne un discorso a favore dell'abolizionismo. Si formò una folla pronta al linciaggio, costringendo Garrison a fuggire attraverso il retro della sala e a nascondersi in una falegnameria. La folla lo trovò presto, mettendogli un cappio al collo per trascinarlo via. Numerosi uomini intervennero e lo portarono nel carcere di Leverett Street. Phillips, guardando dalla vicina Court Street, fu testimone del tentativo di linciaggio.
Dopo essersi convertito alla causa abolizionista grazie a Garrison nel 1836, Phillips smise di praticare la legge per dedicarsi al movimento. Phillips si unì all'American Antislavery Society e spesso tenne discorsi durante i suoi incontri. Le sue abilità oratorie erano così apprezzate che era noto come tromba d'oro dell'abolizione. Come molti altri suoi compagni abolizionisti, condannò l'acquisto di zucchero di canna e abiti di cotone, poiché entrambi erano prodotti dal lavoro degli schiavi del sud. Fu membro del Boston Vigilance Committee, un'organizzazione che assisteva gli schiavi fuggitivi.
Secondo Phillips, l'ingiustizia razziale era la fonte di tutti i mali della società. Come Garrison, denunciò la costituzione americana per aver tollerato la schiavitù. Non era d'accordo con l'argomentazione dell'abolizionista Lysander Spooner secondo cui la schiavitù era incostituzionale e, più in generale, contestava l'idea di Spooner secondo cui qualsiasi legge ingiusta sarebbe dovuta essere legalmente annullata dai giudici.

 Nel 1845, in un saggio intitolato No Union With Slaveholders, sostenne la disunione: 

## Ann Terry Greene
Nel 1836 Phillips sosteneva la causa abolizionista quando incontrò Ann Greene. Era sua opinione che questa causa richiedesse non solo supporto ma impegno totale. Phillips e Greene si fidanzarono quell'anno. Il loro matrimonio durò 46 anni.
L'8 dicembre 1837, nella Faneuil Hall di Boston, la direzione e l'oratorio di Phillips stabilirono la sua preminenza all'interno del movimento abolizionista. I bostoniani si riunirono alla Faneuil Hall per discutere dell'omicidio di Elijah Lovejoy da parte di una folla fuori dalla sua tipografia abolizionista ad Alton, in Illinois, il 7 novembre. Lovejoy morì difendendo se stesso e la sua tipografia dai rivoltosi della schiavitù che diedero fuoco al suo magazzino e gli spararono mentre usciva per ribaltare una scala usata dalla folla. La sua morte suscitò una controversia nazionale tra abolizionisti e anti-abolizionisti.
Alla Faneuil Hall, il procuratore generale del Massachusetts James Austin difese la folla anti-abolizionista, confrontando le loro azioni con i 1776 patrioti che combatterono contro gli inglesi.
Profondamente disgustato, Phillips si confutò spontaneamente, lodando le azioni di Lovejoy come difesa della libertà. Ispirato dall'eloquenza e dalla convinzione di Phillips, Garrison iniziò una collaborazione con lui che venne a definire l'inizio del movimento abolizionista del 1840.
Nel 1839 Phillips e sua moglie intrapresero un viaggio di due anni all'estero. Trascorsero l'estate in Gran Bretagna per poi spostarsi in Europa continentale. Nel 1840 andarono a Londra per unirsi ad altri delegati americani alla World Anti-Slavery Convention. La moglie di Phillips era una delle numerose delegate, tra cui Lucretia Mott, Mary Grew, Sarah Pugh, Abby Kimber, Elizabeth Neall ed Emily Winslow. I delegati rimasero sbalorditi nello scoprire che le delegate non erano state autorizzate al convegno.
Invitato da sua moglie a calmarsi, Phillips entrò per fare appello al caso. Secondo la storia del movimento per i diritti delle donne di Susan B. Anthony e Elizabeth Cady Stanton, Phillips parlò all'apertura del convegno, rimproverando gli organizzatori per aver scatenato un conflitto non necessario:
Gli sforzi di Phillips e di altri ebbero solo parzialmente successo. Le donne potettero entrare ma dovevano sedersi separatamente e non potevano parlare. Questo evento fu accreditato da Stanton, Anthony e altri per aver fornito lo slancio essenziale per l'avvio del movimento per i diritti delle donne.
Nel 1854 Phillips fu incriminato per la sua partecipazione al celebre tentativo di salvare lo schiavo Anthony Burns da una prigione a Boston.
Alla vigilia della guerra civile, Phillips tenne un discorso al Lyceum di New Bedford in cui difese il diritto di secessione degli Stati Confederati:
Nel 1860 e nel 1861 molti abolizionisti accolsero con favore la formazione della Confederazione perché avrebbe posto fine alla stretta di potere degli schiavi sul governo degli Stati Uniti. Questa posizione fu respinta da nazionalisti come Abraham Lincoln, i quali lottarono per tenere unita l'Unione e porre fine alla schiavitù. Dodici giorni dopo l'attacco a Fort Sumter, Phillips annunciò il suo sostegno alla guerra. Deluso da quella che considerava la lenta azione di Lincoln, Phillips si oppose alla sua rielezione nel 1864, dissociandosi da Garrison.

## Attivismo per i diritti delle donne
Phillips fu anche uno dei primi sostenitori dei diritti delle donne. Nel numero di The Liberator del 3 luglio 1846, egli chiese di garantire i diritti delle donne alla loro proprietà e ai loro guadagni, nonché al voto. Scrisse:
Nel 1849 e nel 1850 aiutò Lucy Stone a condurre la prima campagna di petizione per suffragio in Massachusetts, redigendo per lei sia la petizione che un appello per le firme. Ripetettero lo sforzo nei due anni seguenti, inviando diverse centinaia di firme al legislatore statale. Nel 1852 e nel 1853 indirizzarono la loro petizione a una convenzione incaricata di rivedere la costituzione dello stato e le inviarono petizioni recanti cinquemila firme. Nel 1853 Phillips e Stone si rivolsero al Comitato per le qualifiche degli elettori della convenzione. Nel 1854 Phillips aiutò la Stone a convocare una convenzione sui diritti della donna nel New England.
Phillips fu membro del Comitato centrale nazionale per i diritti della donna, organizzando convenzioni annuali per tutto il 1850. Fu uno stretto consigliere di Lucy Stone e una presenza importante nella maggior parte dei convegni, per i quali scrisse risoluzioni che definivano i principi e gli obiettivi del movimento. Il suo discorso al convegno del 1851, in seguito chiamato "Freedom for Woman", fu usato come un trattato sui diritti delle donne nel ventesimo secolo. Come tesoriere del movimento, Phillips fu fiduciario con Lucy Stone e Susan B. Anthony di un fondo di 5.000 $ donato anonimamente al movimento nel 1858.

## Attivismo postbellico
Lo storico Gilbert Osofsky sostenne che il nazionalismo di Phillips era modellato da un'ideologia religiosa derivata dall' Illuminismo europeo espressa da Thomas Paine, Thomas Jefferson, James Madison e Alexander Hamilton. L'ideale puritano di un Commonwealth divino attraverso la ricerca della morale e della giustizia cristiana, tuttavia, fu la principale influenza sul nazionalismo di Phillips. Preferì frammentare la repubblica americana per distruggere la schiavitù e cercò di riunire tutte le razze americane. Per Phillips quindi, contava più il fine morale rispetto al nazionalismo.

### Attivismo nell'era della ricostruzione
Mentre la vittoria del nord nella guerra civile sembrava più imminente, Phillips, come molti altri abolizionisti, rivolse la sua attenzione alle questioni della ricostruzione. Nel 1864 tenne un discorso al Cooper Institute di New York. A differenza di altri leader abolizionisti bianchi come William Lloyd Garrison, Phillips pensava che la garanzia dei diritti civili e politici per i liberti fosse una componente essenziale della causa abolizionista anche dopo la fine legale formale della schiavitù. Insieme a Frederick Douglass, Phillips sostene che senza i diritti di voto, i diritti degli uomini liberi sarebbero stati "ridotti in polvere" dai bianchi meridionali.
Lamentò il passaggio del XIV emendamento senza disposizioni per il suffragio nero e si oppose con fervore al regime di ricostruzione del presidente Andrew Johnson. Mentre i radicali repubblicani al Congresso si dissociarono da Johnson e perseguivano le proprie politiche di ricostruzione attraverso i progetti del Freedmen's Bureau e il Civil Rights Act del 1866, le loro opinioni convergevano sempre più con quelle di Phillips. Tuttavia, Phillips e i repubblicani divergevano sulla questione della ridistribuzione della terra ai liberti.
Nonostante fosse convinto del fatto che Ulisse Grant non fosse adatto per l'ufficio presidenziale, Phillips appoggiò Grant e il partito repubblicano nelle elezioni del 1868. I repubblicani approvarono il XV emendamento costituzionalizzante il suffragio nero nel 1870, ma l'obiettivo della ridistribuzione della terra non fu mai realizzato.
Nel 1879 Phillips sostenne che il suffragio nero e la partecipazione politica durante la ricostruzione non erano stati un fallimento e che il principale errore dell'epoca era stato il fallimento della ridistribuzione della terra ai liberti. Definì gli elettori di colore come meno corruttibili dell'uomo bianco, accreditò il lavoro dei neri e le regole per la nascente ricrescita dell'economia meridionale e elogiò il coraggio nero contro gli attacchi del Ku Klux Klan.
Mentre l'era della ricostruzione volgeva al termine, Phillips aumentò la sua attenzione su altre questioni, come i diritti delle donne, il suffragio universale, la temperanza e il movimento operaio.

### Parità di diritti per i nativi americani
Phillips fu anche attivo negli sforzi per ottenere uguali diritti per i nativi americani, sostenendo che il XV emendamento garantiva anche la cittadinanza agli indiani. Propose all'amministrazione Johnson di creare un posto a livello di gabinetto che garantisse i diritti degli indiani. Phillips contribuì a creare la Commissione indiana del Massachusetts con l'attivista per i diritti degli indiani Helen Hunt Jackson e il governatore del Massachusetts William Claflin. Sebbene pubblicamente critico nei confronti del vizio dell'alcool del presidente Ulysses Grant, lavorò con la seconda amministrazione di Grant sulla nomina di agenti indiani. Phillips fece pressioni contro il coinvolgimento militare nella risoluzione dei problemi dei nativi americani sulla frontiera occidentale. Inoltre accusò il generale Philip Sheridan di perseguire una politica di sterminio indiano.
L'opinione pubblica si rivoltò contro i sostenitori dei nativi americani dopo la battaglia del Little Bighorn nel luglio 1876, ma Phillips continuò a sostenere le rivendicazioni delle terre dei Lakota (Sioux). Durante gli anni 1870, Phillips organizzò forum pubblici per il riformatore Alfred B. Meacham e gli indiani colpiti dalla politica di deportazione indiana del paese, tra cui il capo Ponca e la scrittrice e oratrice di etnia Omaha Susette LaFlesche Tibbles.

## Malattia e morte
Alla fine del gennaio 1884, Phillips soffriva di malattie cardiache. Egli pronunciò il suo ultimo discorso pubblico il 26 gennaio 1884, nonostante il parere contrario del suo medico. Inoltre parlò alla presentazione di una statua ad Harriet Martineau,  dove disse che pensava che sarebbe stato il suo ultimo discorso.
Phillips morì nella sua casa di Common Street, nel quartiere di Charlestown a Boston, il 2 febbraio 1884.
Quattro giorni dopo si tenne un solenne funerale nella chiesa di Hollis Street. Il suo corpo fu portato a Faneuil Hall, dove la sua salma fu esposta per diverse ore. Phillips fu poi sepolto al Granary Burying Ground.
Il poeta e giornalista irlandese John Boyle O'Reilly, che era un buon amico di Phillips, scrisse la poesia Wendell Phillips in suo onore.